# Secret Garden (televíziós sorozat)
A Secret Garden 2010-ben bemutatott dél-koreai romantikus fantasy dorama, melyet az SBS csatorna vetített Ha Dzsivon, Hjon Bin és Jun Szanghjon főszereplésével. A történet egy kaszkadőrnőről szól, aki megismerkedik egy luxusáruház vezérigazgatójával, majd egy különös bájitalnak köszönhetően a lelkük testet cserél.
A Secret Garden az egyik legnépszerűbb dél-koreai sorozat, összesen több mint 17 millió dollárt jövedelmezett. Vetítési jogait 13 országnak adták el, többek között Japánnak, Hongkongnak, Tajvannak, de az Amerikai Egyesült Államoknak is, magas áron, összesen 3,5 millió dollárért. A sorozatban hallható dalokat tartalmazó album 30 ezer példányban fogyott, a főszereplő Hjon Bin által énekelt főcímdal, a Ku namdzsa (Az a férfi) pedig hetekig vezette a slágerlistákat. A sorozat olyan népszerű lett, hogy egyes mondatok szállóigévé váltak belőle, a leghíresebb, úgynevezett „felüléses” jelenetét pedig számtalanszor parodizálták. A sorozat több szempontból is kulturális trendalakítónak számít, és számos helyi díjat elnyert a legjobb sorozat, a legjobb színész (Hjon Bin), a legjobb forgatókönyv és a legjobb betétdal kategóriákban. Főszereplői sztárokká váltak Ázsia-szerte. A sorozat alapján musicalt, mozifilmet, rádiójátékot, regényt és mangát is terveztek megjelentetni.

## Cselekmény
|  | Alább a cselekmény részletei következnek! |

Kil Raim (Ha Dzsivon) szegényes körülmények között élő kaszkadőrnő, aki korán elveszítette szüleit. Barátnőjével (Ju Inna) közösen bérel egy rozzant lakást. Egy nap épp egy népszerű színésznő helyett végzi a veszélyes mutatványokat, amikor egy különösen arrogáns férfi jelenik meg a forgatáson, és elhurcolja magával, arra hivatkozva, hogy a nemzetközi popsztár, Oska (Jun Szanghjon) látni akarja. A férfi Kim Dzsuvon (Hjon Bin), egy luxus bevásárlóközpont igazgatója, aki a hasonló öltözékük miatt összetéveszti Raimot a színésznővel. Dzsuvon cége menedzseli Oskát, aki egyben a férfi unokatestvére is, és Dzsuvon mindent elkövet, hogy elhallgattassa a színésznőt, aki épp botrányt készül kirobbantani Oska körül. Miután kiderül, hogy Raim nem az, akivel beszélni akar, és a lány még jól le is hordja az ilyen hangnemhez nem szokott, elkényeztetett gazdag playboyt, a férfi nem tudja kiverni a fejéből a különös kaszkadőrnőt. A hideg, goromba, néha kegyetlen férfi lassan beleszeret a nem hétköznapi lányba, összekuszálódott érzéseivel azonban nem tud mit kezdeni, amivel folyton megbántja a lányt. Egy különös bájitalnak köszönhetően, amit a kísérteties kinézetű, Secret Garden nevű étteremben kapnak, a két lélek testet cserél. Dzsuvon kénytelen megtapasztalni a női lét nehézségein túl Raim életének nehézségeit is. A két fiatal bontakozó szerelmének azonban nem csak ezzel kell megküzdenie, de a férfi ellenséges családjával és a rangjára áhítozó gazdag kisasszonyok sorával is. Raim felfedezi, hogy a férfi egy baleset következtében klausztrofóbiával küzd, és hogy az ő tűzoltó édesapja volt az, aki élete árán mentette ki a férfit egy égő liftből 13 évvel korábban. Találkozásuk sem volt véletlen, Raim halott édesapja gondoskodott róla, hogy lánya megtalálja a boldogságot Dzsuvon oldalán.

### Idézetek
A sorozatban Kim Dzsuvon többször is A kis hableány történetéhez hasonlítja a szerelmüket, először megkéri Raimot, hogy legyen az ő hableánya, aki egy napon majd „szertefoszlik, akár a tajték”, később azonban, amikor Raim nem hajlandó szóba állni vele, felajánlja neki, hogy ő lesz a nő kis hableánya, aki majd egy nap eltűnik az életéből. Raim erre azt feleli, nincs olyan nő a világon, aki hajlandó lenne ebbe belemenni, ha tudja, hogy úgyis halálra van ítélve a kapcsolatuk.
Kim Dzsuvon
- Ennyi telik magától? Biztos benne?
- Olasz mesterek varrták, öltésről öltésre (ez a motívum többször is visszatér a sorozatban, különféle formákban)
- Akárhányszor Dzsuvon zavarba jön vagy megpróbálja visszafogni az érzéseit, egy mondókát[m 1] ismételget, ami szintén népszerűvé vált a sorozatot követően.[4] A mondóka egy régi mondával van összefüggésben, ahol egy apa ezt a nevet találta ki a fiának, abban reménykedve, hogy a hosszú név hosszú életet eredményez majd.[5][6][7][m 2]

김수한무 거북이와 두루미 (kimszuhanmu kobugiva turumi)
삼천갑자 동방삭 (szamcshongapcsa tongbangszak)
치치카포 사리사리센타 (cshicshikhapho szariszariszentha)
워리워리 새프리카 (vorivori szephurikha)
무두셀라 구름이 (muduszella kurumi)
허리케인 담벼락 (horikhein tambjorak)
서생원에 고양이 바둑이는 돌돌이 (szoszengvone kojangi paduginun toltori)
Kil Raim
- Nincs az a nő, aki belevágna egy szerelembe, ha tudja, hogy bizonyosan véget ér.
- Vannak dolgok, amikről csak fantáziálni lehet, mert túl messze vannak. Ilyenek a csillagok is. És ilyenek a túlságosan gyönyörű emberek is, egy nap eltűnnek.

Junszul
- Bármilyen helyzetben legyen is, egy nőnek mindig egyvalamit kell mentenie: a szépségét.
- Én vagyok az őrült cafka a környéken.

A forgatókönyvet író Kim Unszuk a film egyik jelenetében könyvek címéből állított össze verset, ezek létező koreai regények:
Közömbös, tiszta napon,
Valaki belépett az elmémbe,
Valaha a véletlentől függtem,
Bánatos, drága szerelmem,
Elröppentél előlem.

## Szereplők
| Színész              | Szereplő            | Szerep leírása                                                                                      |
| -------------------- | ------------------- | --------------------------------------------------------------------------------------------------- |
| 하지원 Ha Dzsivon    | 길라임 Kil Raim     | Szegény sorsú, 30 éves kaszkadőrnő; önérzetes és tisztességes                                       |
| 현빈 Hjon Bin        | 김주원 Kim Dzsuvon  | Gazdag, 34 éves cégtulajdonos; arrogáns, önző és nagyképű                                           |
| 윤상현 Jun Szanghjon | 오스카(최우영) Oska | Hallyu popsztár, Dzsuvon unokatestvére                                                              |
| 김사랑 Kim Szarang   | 윤슬 Junszul        | Gazdag örökösnő, valaha Oska szerelme volt, most Dzsuvont akarja férjnek, hogy bosszút álljon Oskán |
| 이필립 I Phillip     | 임종수 Im Dzsongszu | A kaszkadőriskola vezetője, reménytelenül szerelmes Raimba                                          |
| 유인나 Ju Inna       | 임아영 Ajong        | Raim barátnője, Dzsuvon áruházában dolgozik                                                         |
| 이종석 I Dzsongszok  | 한태선 Han Theszon  | Fiatal zenész, aki felkelti Oska figyelmét                                                          |
| 박준금 Pak Csungum   | 문분홍 Mun Bunhong  | Dzsuvon kegyetlen édesanyja                                                                         |
| 김성오 Kim Szongo    | 김성오 Kim titkár   | Dzsuvon kétballábas titkára                                                                         |

## Forgatás
A sorozat 20 epizódját 109 nap alatt forgatták le. A történetet író Kim Unszuk népszerű forgatókönyvíró, akit Pekszang-díjjal is kitüntettek.
A főszereplők úgy nyilatkoztak, hogy nagy kihívás volt a számukra a testcsere eljátszása. A két színész alaposan megfigyelte egymás mimikáját és mozdulatait, és igyekeztek ezt visszaadni, amikor a történet szerint Dzsuvon és Raim lelke testet cserél. Hjon Bin a szerep kedvéért 8 kilogrammot fogyott. Azért vállalta el a szerepet, mert úgy érezte, nem hasonlít semelyik korábbi szerepére, és úgy érezte, itt végre valami újat nyújthat, azonban amikor elkezdtek forgatni, rájött, hogy mennyire nehéz szerep. Számára az egyik legnehezebb jelenet a Dzsuvon és Oska (Jun Szanghjon) közötti véletlen csókjelenet volt, a másik pedig a felüléses jelenet, mert rengetegszer kellett megismételni, a színész legalább száz felülést végzett egyhuzamban a felvételhez. A felüléses jelenet váratlan sikert aratott a nézők körében, a sorozat leghíresebb jelenetévé vált, Ha Dzsivon szerint pedig „szívdobogtatóbb, mint a csókjelenetek”.
Hjon ugyancsak nehéznek találta, hogy Dzsuvon gyorsan, pergően beszél, és sok a szövege. Kedvenc jelenete az 5. epizódban az Oska-ágyjelenet. Hjon szerint a szerepcsere annyira jól sikerült, hogy amikor a történet szerint visszakerülnek eredeti testükbe, azt vette észre magán, hogy továbbra is úgy kezdte el mondani a szövegét, mintha Raim mondaná, és nem Dzsuvon. A forgatáson problémát okozott Dzsuvon grandiózus háza, mert a tágas tér erőteljesen visszhangzott.

Kim Dzsuvon (Hjon Bin) ájultan a liftben. „A rendező, miután leforgattuk a második liftjelenetet, azt mondta: te egy liftspecialista vagy. Azt mondta, nagyot alakítottam, akárhányszor bezártak valahova.” – Hjon Bin

A jelenetet, amikor a klausztrofóbiás Dzsuvon bent reked a liftben és hiperventillálni kezd, egy igazi liftben forgatták, hat órán keresztül. Hjon utánaolvasott a betegségnek, hogy hűen tudja előadni, azonban végül mégsem az autentikus tünetek eljátszása mellett döntött, mert az túlságosan gyors, kapkodó légzéssel járt volna, és nem akarta, hogy a nézők végig csak zihálást hallgassanak. A jelenetben, amikor Dzsuvon eldönti, hogy visszacseréli a testüket, hogy megmentse a haldokló Raimot és levelet ír neki a döntéséről, valóban Hjon Bin kézírása látható. A kórházi kómajeleneteknél, amikor Dzsuvon, Oska, illetve a kaszkadőriskola vezetője Raim állapota miatt keseregnek, a színésznő végigaludta az egészet, de Hjon Bin is többször elaludt forgatás közben (a kórházi ágyon fekvéskor és a romantikus ágyjelenetnél is, ahol átölelve tartja az ellenkezni próbáló Raimot). A színészek szerint a megerőltető forgatás miatti fáradtság volt az oka, hogy nem csak színlelték az alvást. Hjon Bin ilyen jeleneteit többször le is kellett állítani, mert a színész horkolva aludt a kórházi ágyon, amikor szerepe szerint kómában kellett lennie. A legtöbb bakit a színészek közül az Oskát alakító Jun Szanghjon követte el. A népszerű tejszínhabos csókjelenetet Ha Dzsivonnak és Hjon Binnek csupán egyszer kellett felvennie, annyira jól sikerült, annak ellenére, hogy előtte egész éjjel nem aludtak. A jelenet később megismétlődik Kim titkárral (Kim Szongo) és Ajonggal (Ju Inna), nekik viszont már 28-szor kellett felvenniük a csókot.
Ha Dzsivon azért fogadta el a felkérést a szerepre, mert nagyon megtetszett neki a fantasy forgatókönyv, mivel amúgy is szereti a fantáziaműveket, mint például az Alkonyat-sorozatot vagy az Alice Csodaországbant. Szerepe szerint kaszkadőrnőt alakít, az akciójeleneteket valóban maga végezte, nem volt dublőre. A színésznő kedvenc mondata a sorozatból a „Kil Raim, mikor lett maga ilyen szép? Tavaly?”, amit Dzsuvon mond Raimnak a felüléses jelenetben, a legszívhezszólóbb jelenetnek pedig azt tartja, amikor Dzsuvon a kómában fekvő lánynak szerelmet vall. Raim népszerűvé vált csengőhangját („문자왔숑 mundzsavassjong”) maga választotta ki a rendező által felvonultatott csengőhangok közül.
Mind Ha, mind Hjon többször is improvizált a forgatás során. Mindkét színész úgy nyilatkozott, hogy egyikük sem látta egészben a sorozatot.

### Helyszínek
Kim Dzsuvon háza és az azt körülvevő hatalmas kert, illetve édesanyja és nagyapja háza is a Kjonggi-tartománybeli Maiim Vision Village-ben található, ami az élelmiszeripari Maiim Group vállalat tulajdonában van. A mesterséges „falu” 330 ezer négyzetméteren terül el, és más doramákat is forgattak itt, például a Winter Sonata-t. A kaszkadőriskola téli táborozásának helyszíne a Csecsonban, 400–600 méterrel a tengerszint felett található Resom Forest üdülőközpont. A kaszkadőriskola, ahol Raim dolgozik, egy valódi harcművészeti iskola Kjonggi tartományban, az egyetlen Dél-Koreában, ahol kaszkadőröket képeznek ki. A jelenetek egy részét Csedzsu szigetén, illetve a Koszonggunban található Petit France elnevezésű francia kulturális központban forgatták.

## Zene
A Secret Garden zenéit tartalmazó lemez nagy sikert aratott, 30 ezer példányban kelt el, de a digitális eladás is igen magas volt. A Hjon Bin által énekelt Ku namdzsa (Az a férfi) című dal vezette a slágerlistákat. Pek Csijong Ku jodzsa (Az a nő) című dala elnyerte a 6. Seoul International Drama Awards legjobb betétdalnak járó díját. Összesen ötféle verzióban adták ki az albumot.
| 1.  | 그 여자 Ku jodzsa (Az a nő)       | 백지영 Pek Csijong    |  |
| 2.  | 너는 나의 봄이다 Nonun nai pomida | 성시경 Szong Szikjong |  |
| 3.  | 이유 Iju                          | 4MEN                  |  |
| 4.  | Here I Am                         | 4MEN, 美 Mei          |  |
| 5.  | 나타나 Nathana                    | 김범수 Kim Bomszu     |  |
| 6.  | 한 여자 Han jodzsa                | Bebe Mignon           |  |
| 7.  | 못해 Mothe                        | 美 Mei                |  |
| 8.  | 상처만 Szangcshoman               | BOIS                  |  |
| 9.  | 나타나 Nathana (ballada verzió)   | 요아리 Jo Ari         |  |
| 10. | You Are My Everything             | 정하윤 Csong Hajun    |  |
| 11. | Here I Am (zongoraverzió)         | 美 Mei                |  |
| 12. | 그 남자 Ku namdzsa (Az a férfi)   | 백지영 Pek Csijong    |  |

| 1.  | 그 남자 Ku namdzsa (Az a férfi) | 현빈 Hjon Bin        |  |
| 2.  | 눈물자리 Nunmuldzsari           | 윤상현 Jun Szanghjon |  |
| 3.  | Liar                            | 윤상현 Jun Szanghjon |  |
| 4.  | 바라본다 Parabonda              | 윤상현 Jun Szanghjon |  |
| 5.  | Here I Am                       | 윤상현 Jun Szanghjon |  |
| 6.  | 가제 Kadzse                     | 이루마 Yiruma        |  |
| 7.  | Főcím                           | (instrumentális)     |  |
| 8.  | Lovely Oscar                    | (instrumentális)     |  |
| 9.  | Guardian Angel                  | (instrumentális)     |  |
| 10. | Mystery Garden                  | (instrumentális)     |  |
| 11. | Love Potion                     | (instrumentális)     |  |
| 12. | My Darling Lime                 | (instrumentális)     |  |
| 13. | Confusion                       | (instrumentális)     |  |
| 14. | My Daddy                        | (instrumentális)     |  |
| 15. | Virgin Love                     | (instrumentális)     |  |
| 16. | Secret Garden                   | (instrumentális)     |  |

## Fogadtatása és hatása

Kim Dzsuvon (Hjon Bin) csillogó tréningruhája valóságos trendet indított el Dél-Koreában

A Secret Garden igen népszerű sorozat lett, magasnak számító, 20%-os nézettséget ért el, az utolsó epizód pedig 35%-osat. A Dramacrazy oldalán a 7. helyen szerepel csaknem 2000 sorozat közül, a hivatalos amerikai online disztribútor, a Dramafever oldalán pedig öt csillagból 4 és felet kapott a nézőktől.
A Secret Gardenben elhangzott egyes mondatok szállóigévé váltak, például Dzsuvon „Kil Raim, mikor lett maga ilyen szép? Tavaly?” mondata, ami a felüléses jelenetben hangzik el, vagy a férfi által gyakorta hangoztatott, „Ennyi telik magától? Biztos benne?” Ugyancsak szállóigévé vált, ahogy Dzsuvon a drága ruháira utal: „olasz mester varrta öltésről öltésre”.
A Hjon Bin által a sorozatban viselt kirívó tréningruhák divatot teremtettek Koreában, de nem csak az utca emberénél, hanem a szórakoztatóiparban is: trendivé vált a sorozatok férfi főszereplőit tréningruhába öltöztetni. A Kim Dzsuvon által olvasott, illetve idézett könyvek (például az Alice Csodaországban és A kis hableány) hirtelen népszerűek és keresettek lettek. Ha Dzsivon alakítása nyomán megnőtt a kaszkadőrnek jelentkező nők száma Dél-Koreában.
A sorozat pénzügyi szempontból is igen sikeres volt, becslések szerint körülbelül 20 milliárd vont jövedelmezett, csak a reklámokból 8,2 milliárd von bevétele lett a csatornának. A sorozatot mintegy 3,5 millió dollár értékben adták el 13 országnak (Japán, Tajvan, Hongkong, Fülöp-szigetek, Mianmar, Thaiföld, Malajzia, Szingapúr, Vietnám, Indonézia, Kambodzsa, USA és Kína). A Secret Gardenhez köthető turizmusból mintegy 600 millió von bevétel folyt be. 2011 januárjában 400 japán turista látogatta meg a forgatási helyszínt, ahol statisztáltak egy jelenetben is, majd egy koncerten vettek részt, ahol elhangzottak a sorozat betétdalai.
A sorozat producerei a népszerűséget kihasználva musicalt, mozifilmet, rádiójátékot, regényt és mangát is terveznek megjelentetni. A Secret Gardennek köszönhetően Hjon Bin Dél-Korea egyik legnépszerűbb és legkeresettebb színésze lett, és a sorozat nagyban hozzájárult Ha Dzsivon népszerűségéhez is. A popsztár Oskát alakító Jun Szanghjon a sorozatot követően popzenei albumot adott ki The Last Rain címmel, ami 11. helyen debütált Japánban az Oricon toplistáján.

## Díjak és elismerések
SBS Televíziós Díjkiosztó 2010
- Legjobb színész (sorozat) – Hjon Bin
- Legjobb színésznő (sorozat) – Ha Dzsivon
- Internetes népszerűség-díj – Legjobb sorozat
- Internetes népszerűség-díj – Hjon Bin és Ha Dzsivon
- Legjobb páros – Hjon Bin és Ha Dzsivon
- Top 10 Sztár – Hjon Bin és Ha Dzsivon

47. Pekszang Díjkiosztó – televízió kategória – 2011
- Nagydíj – Hjon Bin
- Legjobb televíziós sorozat
- Legjobb új színésznő – Ju Inna
- Legjobb forgatókönyv – Kim Unszuk

6. Seoul International Drama Awards – Koreai sorozatok kategória – 2011
- Legjobb rendező – Szin Ucshol
- Legjobb forgatókönyvíró – Kim Unszuk
- Legjobb betétdal – Pek Csijong: Ku jodzsa (Az a nő)